# Navis Bach
Navis Bach är ett vattendrag i Österrike.   Det ligger i förbundslandet Tyrolen, i den västra delen av landet, 400 km väster om huvudstaden Wien.
I omgivningarna runt Navis Bach växer i huvudsak blandskog. Runt Navis Bach är det ganska tätbefolkat, med 80 invånare per kvadratkilometer.